# Sail Away
Pour les articles homonymes, voir Sail.
Albums de Randy Newman
Randy Newman Live
(1971) Good Old Boys
(1974)
Sail Away est le 3e album de Randy Newman, auteur-compositeur-interprète américain de rock, sorti en mai 1972.
C'est le premier succès commercial de Randy Newman. De nombreuses chansons furent reprises par d'autres interprètes comme Ray Charles (Sail Away) et Joe Cocker (You Can Leave Your Hat On).

## Titres de l'album
1. Sail Away
2. Lonely at the Top
3. He Gives Us All His Love
4. Last Night I Had a Dream
5. Simon Smith and the Amazing Dancing Bear
6. Old Man
7. Political Science
8. Burn On
9. Memo to My Son
10. Dayton, Ohio 1903
11. You Can Leave Your Hat On
12. God's Song (That's Why I Love Mankind)